# Wieża ratuszowa w Krakowie
Wieża ratuszowa – zabytkowa gotycka wieża zbudowana na początku XV wieku, znajdująca się w Krakowie na Rynku Głównym 1. Ocalała ze zburzonego w 1820 roku ratusza – wówczas głównego gmachu administracyjnego Krakowa. Ma wysokość 70 m.
Wśród budynków na Rynku, ratusz wyróżniał się swoją sylwetką: wysoka wieża, zwieńczona kiedyś gotyckim hełmem z zegarem wieżowym, z przylegającym korpusem zamkniętym trójkątnym szczytem i spichlerz.

## Historia

### XIV-XIX wiek
Pierwsza wzmianka o wieży ratusza pochodzi z 1383. Obecna wieża została zbudowana na początku XV wieku, ale nie później niż w roku 1444. W 1434 prace przy wieży prowadził kamieniarz Jan z Torunia. Wieża był pokryta ołowianą blachą malowaną na zielony kolor.
W 1524 roku na wieży zamontowano sprowadzony z Norymbergi zegar. W 1556 odnawiano hełm wieży po pożarze.
24 maja 1680, w wyniku uderzenia pioruna w wieży wybuchł kolejny pożar, w wyniku którego spłonął hełm wieży, zegar, stopił się dzwon, a sama wieża wypaliła się do połowy. Po pożarze powołano komisję do oszacowania strat, której przewodniczył architekt i jezuita Stanisław Solski. Wtedy wybudowano zachowaną do dziś szkarpę od strony zachodniej. Odbudowę wieży w latach 1683-1686 prowadził królewski architekt Piotr Beber. Podwyższył on wieżę, zaprojektował nowy hełm w stylu barokowym, ale już bez zegara. Praca królewskiego architekta nie była chyba zbyt solidna skoro w 1702 odnotowano, że hełm wieży „był w ruinie”. Barokowe zwieńczenie wieży przetrwało jednak do 1783 roku. Wówczas rozebrano walący się, zrujnowany hełm i zastąpiono go, ufundowanym przez biskupa Kajetana Sołtyka i króla Stanisława Augusta Poniatowskiego, skromniejszą wersją wcześniejszego hełmu. W 1713 roku wzmiankowano, że wieża ratusza grozi bliską ruiną, w związku z tym przemurowano część ścian, a w latach 1779-1780 usunięto gotyckie wykusze. W tym czasie powstał także wybudowany przy wieży odwach ratuszowy, który w różnych formach przetrwał do 1946 roku.

### XIX wiek

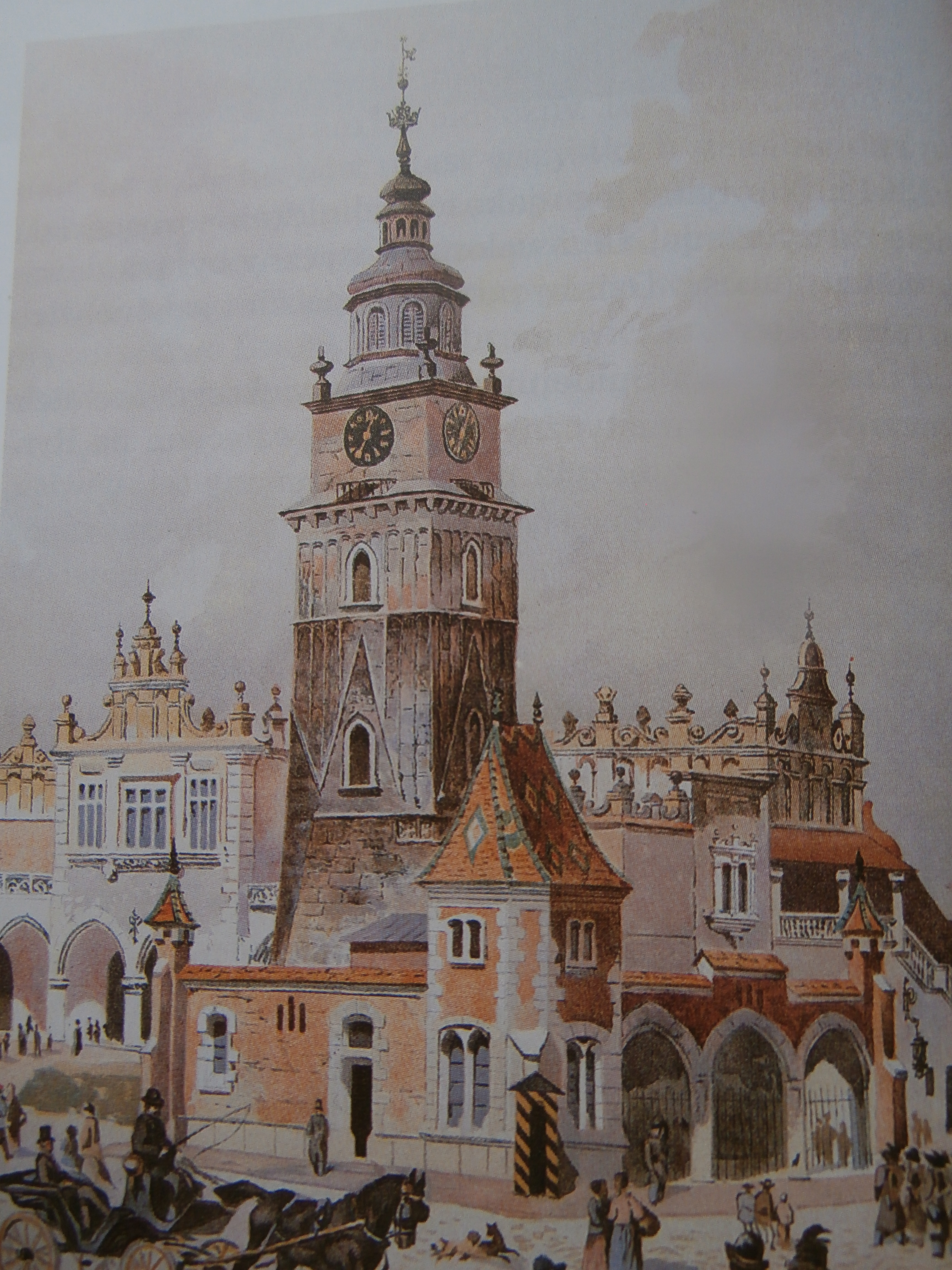
Wieża wraz z już nieistniejącym przyległym odwachem na obrazie Stanisława Tondosa – 1886

1 marca 1817 na posiedzeniu Zgromadzenia Reprezentantów Wolnego Miasta Krakowa podjęto decyzję o zburzeniu części gmachu ratusza, w której znajdował się spichlerz. W końcowej części uchwały czytamy: Wieża jednak ratuszowa, miejsce dla głównej warty, czyli hauptwach i korpus starego ratusza od strony wieży ma pozostać w całości. W roku 1820 przystąpiono do rozbiórki spichlerza, w wyniku której zarysowały się mury właściwego ratusza, co w konsekwencji doprowadziło do zburzenia całego gmachu. Pozostała tylko wieża. Wkrótce i nad nią zawisło poważne niebezpieczeństwo. W roku 1821 na łamach „Pszczółki Krakowskiej” ukazał się artykuł Soczyńskiego, senatora Wolnego Miasta Krakowa, pt. Myśl o upięknieniu Krakowa, w którym postulował on wyburzenie wieży. W artykule czytamy m.in.: ...ten gotyk zegarowy, któren sam przez się jako mało wart pozostać nie może, a chęć użycia go czy to końcem wzniesienia budowli nowej, czy też połączenia z Hallą nabawiłby i niezmiernych kosztów i nieprzyzwoitości, śmiesznością lub niesmakiem mniej wykraczających. Pomysłu tego nie zrealizowano, dzięki czemu wieża pozostała w dalszym ciągu jedyną pamiątką po dawnym ratuszu. Józef Muczkowski po latach napisał o niej następujące słowa: Wiek cały stała opuszczona, jak wieczny wyrzut dla wandalów, którzy ją tak haniebnie osierocili....

### XX wiek i współczesność
W 1906 firma Stanisława Gabriela Żeleńskiego chciała ufundować na wieży podświetlany zegar, do realizacji projektu jednak nie doszło. W latach 1927–1930 prowadzony był remont wieży, którym kierował Franciszek Mączyński. Podjęto wówczas decyzję o usunięciu tynków z wieży. Podczas ostatniej renowacji wieży w latach 1962–1966 przeprowadzonej przez Wiktora Zina i Władysława Grabskiego, zrekonstruowano wykusze na wysokości pierwszego piętra i sklepienia pierwszego piętra, a także poddano konserwacji hełm i okładzinę oraz wyremontowano zasypane podczas burzenia ratusza piwnice. Obecny zegar na wieży od 2000 roku sterowany jest falą radiową odbieraną w systemie DCF77. Zapewnia mu to dokładność zgodną z atomowym wzorcem czasu. Wieża jest w chwili obecnej filią Muzeum Historycznego miasta Krakowa.
Na fasadzie wieży znajduje się kilka tablic pamiątkowych. Należą do nich: upamiętniająca 70- lecie odzyskania niepodległości projektu Czesława Dźwigaja oraz poświęcona papieżowi Polakowi Janowi Pawłowi II wedle zamysłu Stafana Dousy.

## Architektura i wnętrza wieży

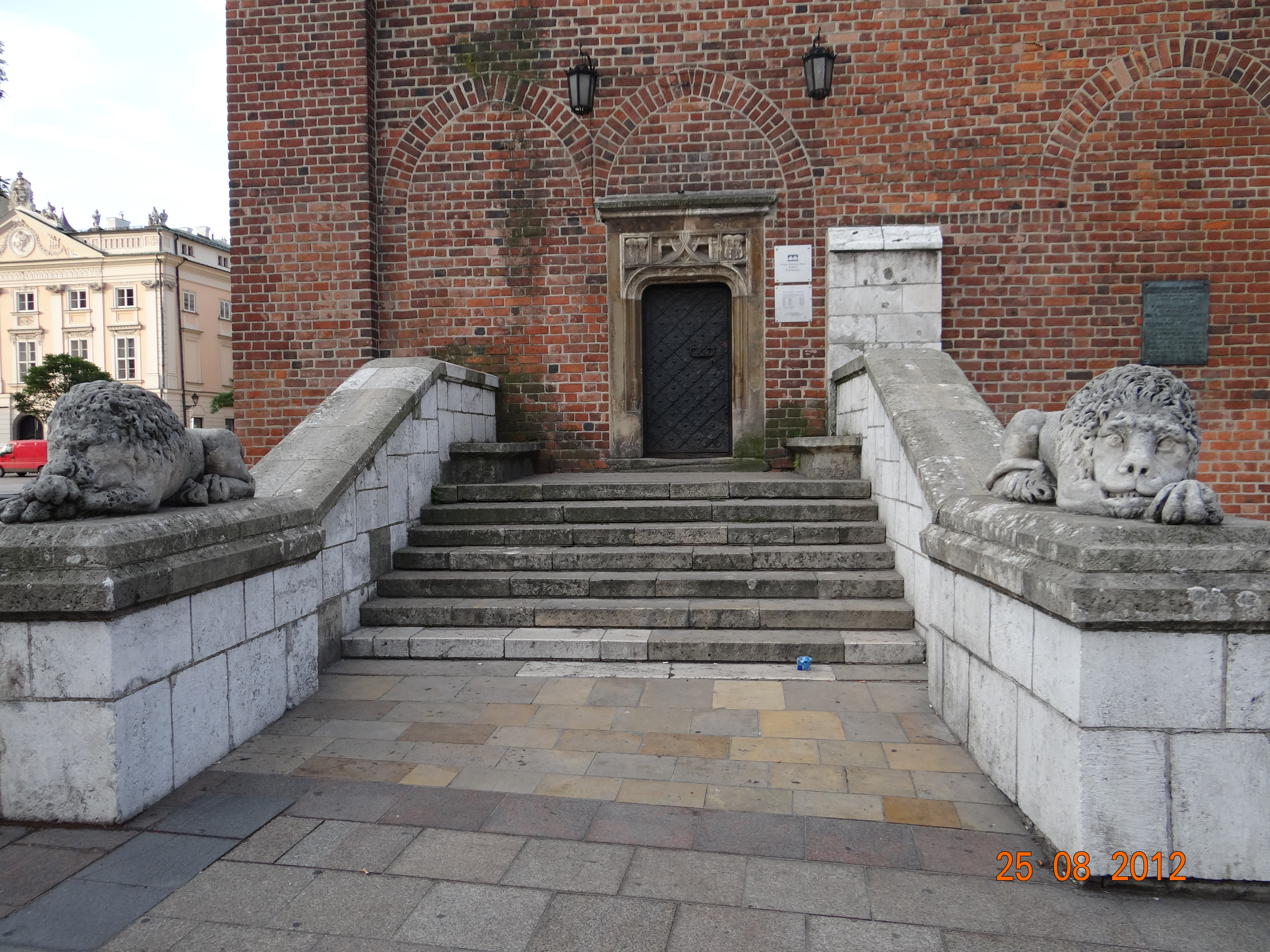
Wejście do Wieży ratuszowej z parą lwów

Obecnie wejścia do wieży strzeże para lwów, z pocz. XIX wieku, pochodzących z klasycystycznego pałacu Morstinów w Pławowicach. U wejścia zachował się gotycki portal z herbem Krakowa i godłem Polski.
Na parterze w sali, która służyła niegdyś do przechowywania zasobnego skarbca i insygniów władzy rajców znajduje się zestaw 14 gmerków z 1444 roku, będący europejskim unikatem.
Do górnych pomieszczeń wieży prowadzi wąska i stroma klatka schodowa z 110 kamiennymi stopniami. Sala na 1 piętrze należy do najpiękniejszych wnętrz gotyckich Krakowa Ostatnia restauracja przywróciła jej krzyżowo-żebrowe sklepienie oraz odsłoniła resztki polichromii i złoceń. Można tutaj oglądać reprodukcje widoków dawnego krakowskiego ratusza.
Sala na 2 piętrze ma drewniane kasetonowe sklepienie, oświetlona jest trzema ostrołukowymi oknami. W ściany o ceglanym wątku wmurowano kamienne elementy architektoniczne znalezione w trakcie remontu wieży. W sali prezentowane są rekonstrukcje średniowiecznych strojów mieszczańskich.
W pomieszczeniu na 3 piętrze znajdują się archiwalne fotografie autorstwa między innymi Ignacego Kriegera. Na ostatnim, 4 piętrze atrakcję stanowi stary mechanizm zegarowy ufundowany w 1967 przez Izbę Rzemieślniczą w Krakowie.
W piwnicach pierwotnie działała Piwnica Świdnicka oraz więzienie. Po odgruzowaniu i adaptacji w latach 60. XX wieku kawiarnia, w latach 1983–1995 Teatr Satyry „Maszkaron” tworząc tutaj swoją małą scenę o charakterze komediowo-kabaretowym. a po kolejnym remoncie przeprowadzonym w latach 1997-1998 pomieszczenia oddano „Scenie pod Ratuszem” krakowskiego Teatru Ludowego.

## Inne obiekty związane z Ratuszem w Krakowie

### Zewnętrzne
- Ratusz
- Spichlerz Miejski
- Odwach ratuszowy
- Dom Notariusza
- Dom Ławników

### Wewnętrzne
- Więzienie ratuszowe
- Piwnica miejska
- Kaplica ratuszowa
- Arsenał Miejski w Ratuszu Krakowskim

## Galeria

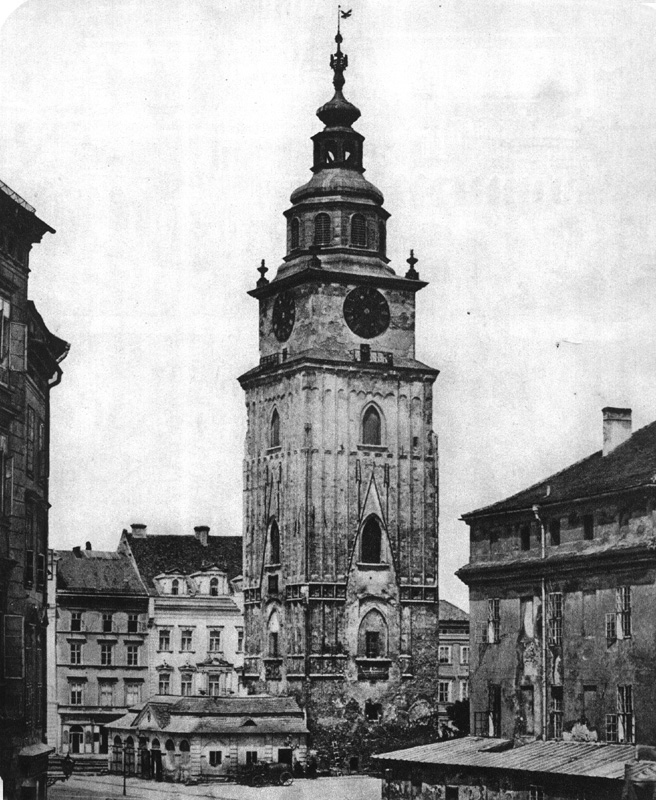
Wieża na zdjęciu Ignacego Kriegera, rok 1870.
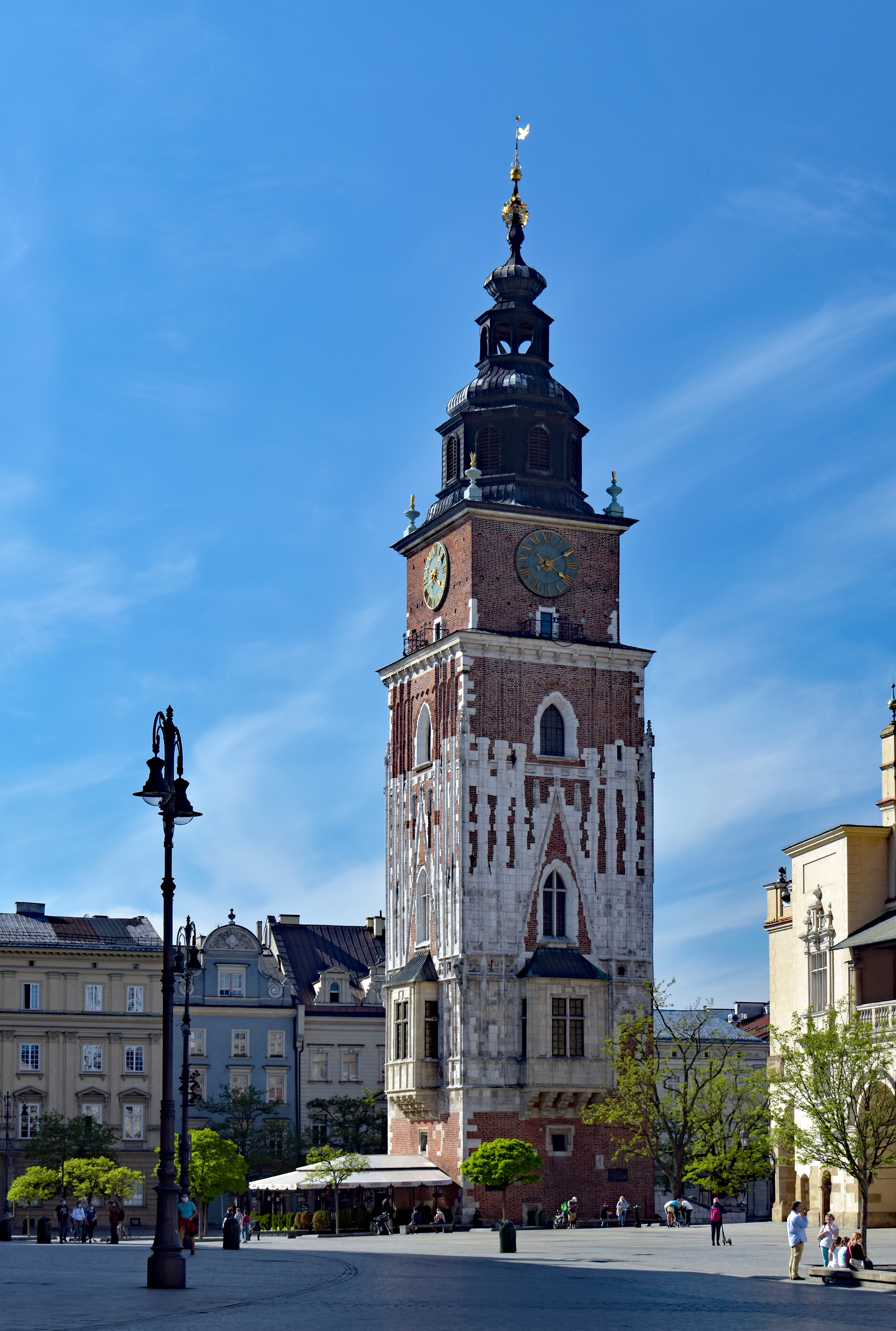
Rok 2020.

### Wnętrza wieży

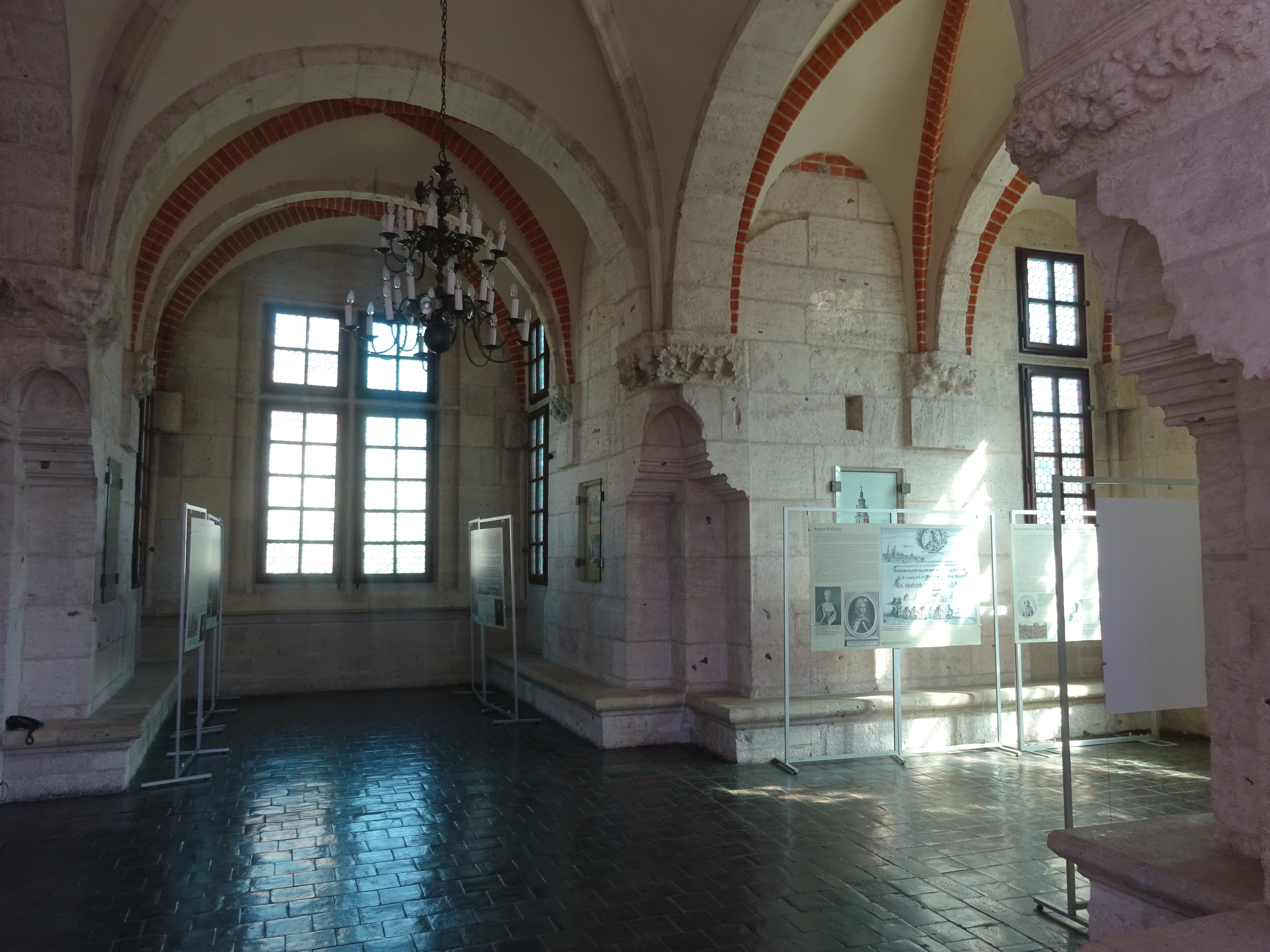
Sala na 1 piętrze
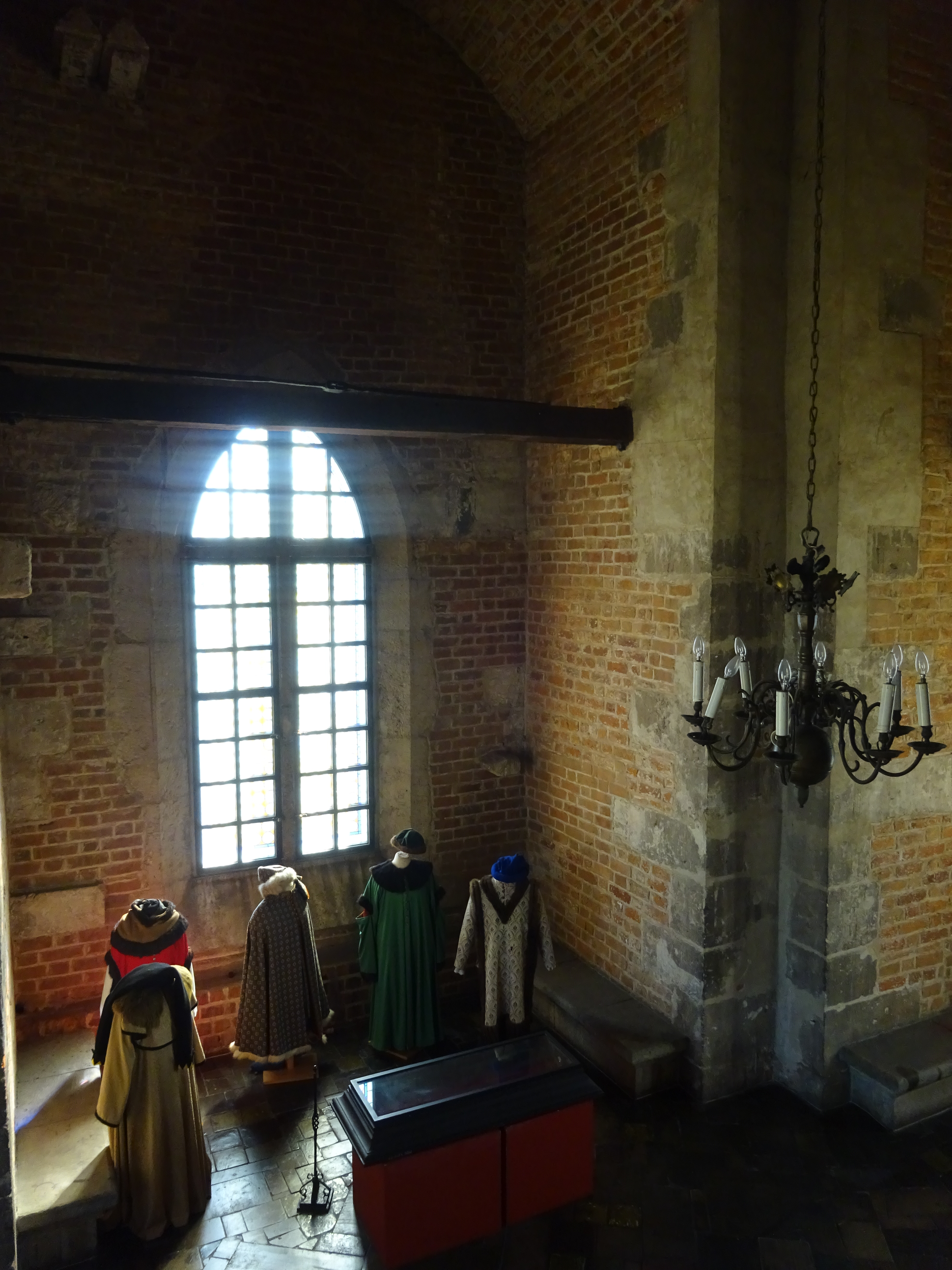
Sala na 2 piętrze
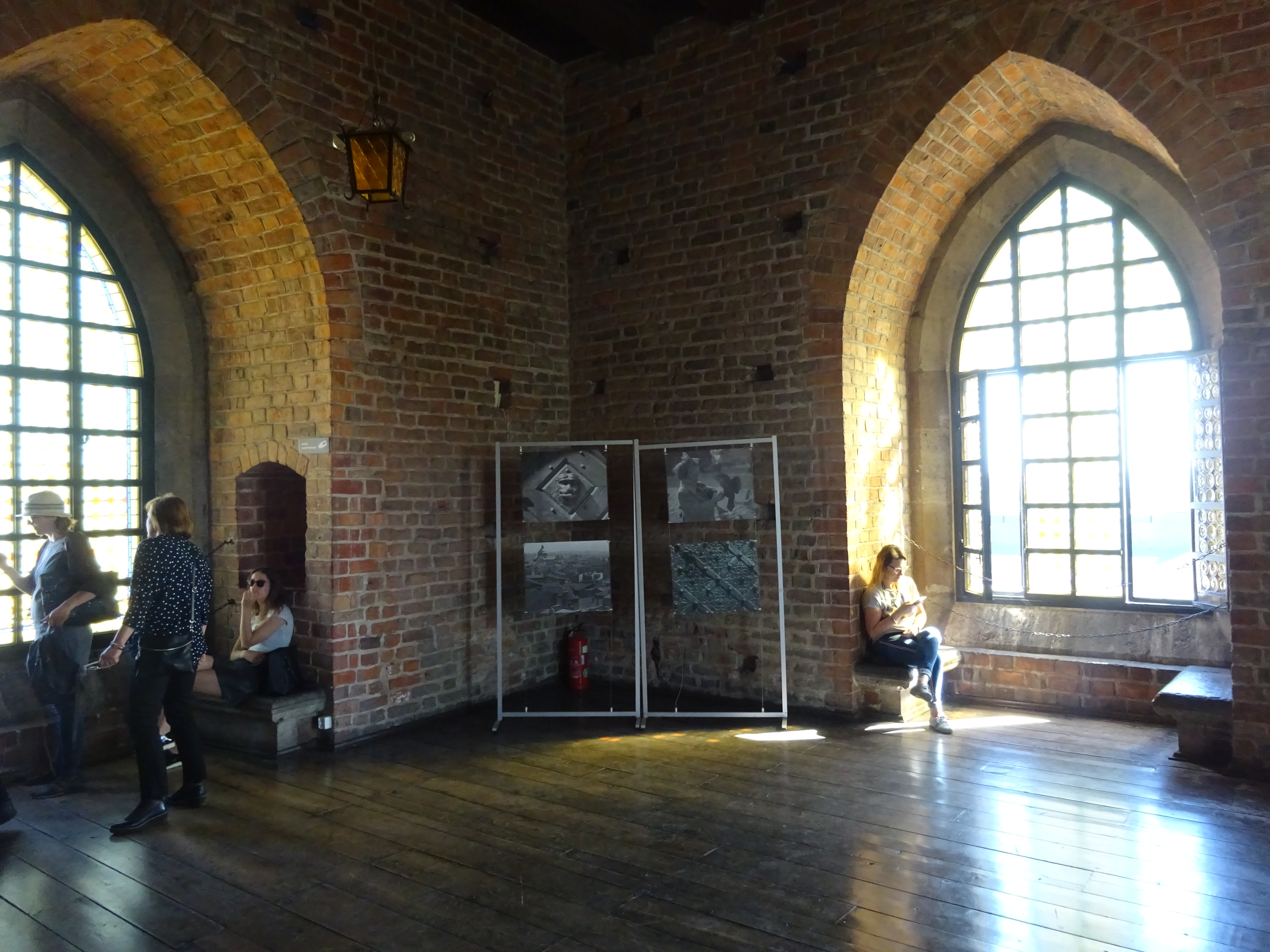
Sala na 3 piętrze
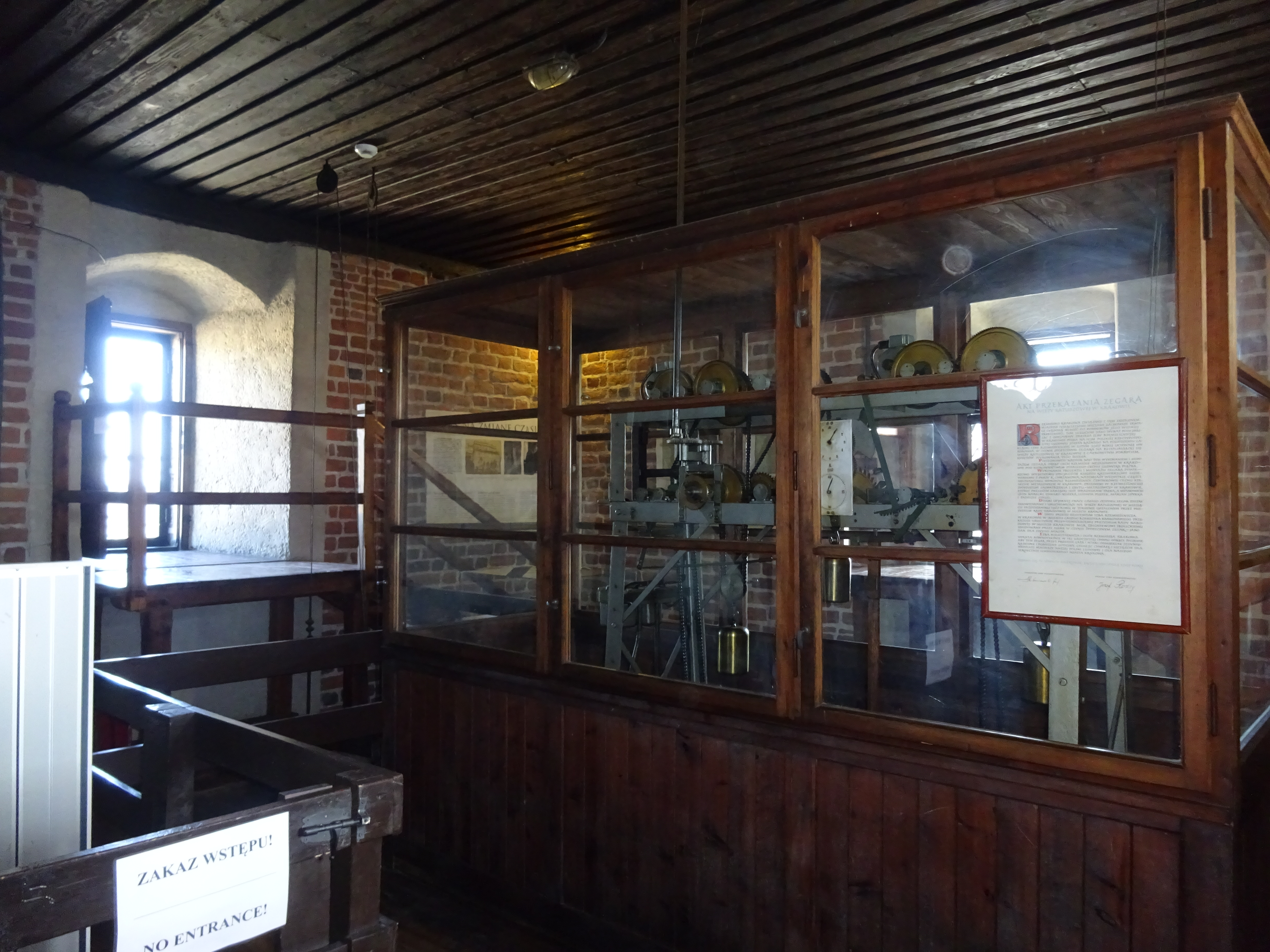
Sala na 4 piętrze z mechanizmem zegara
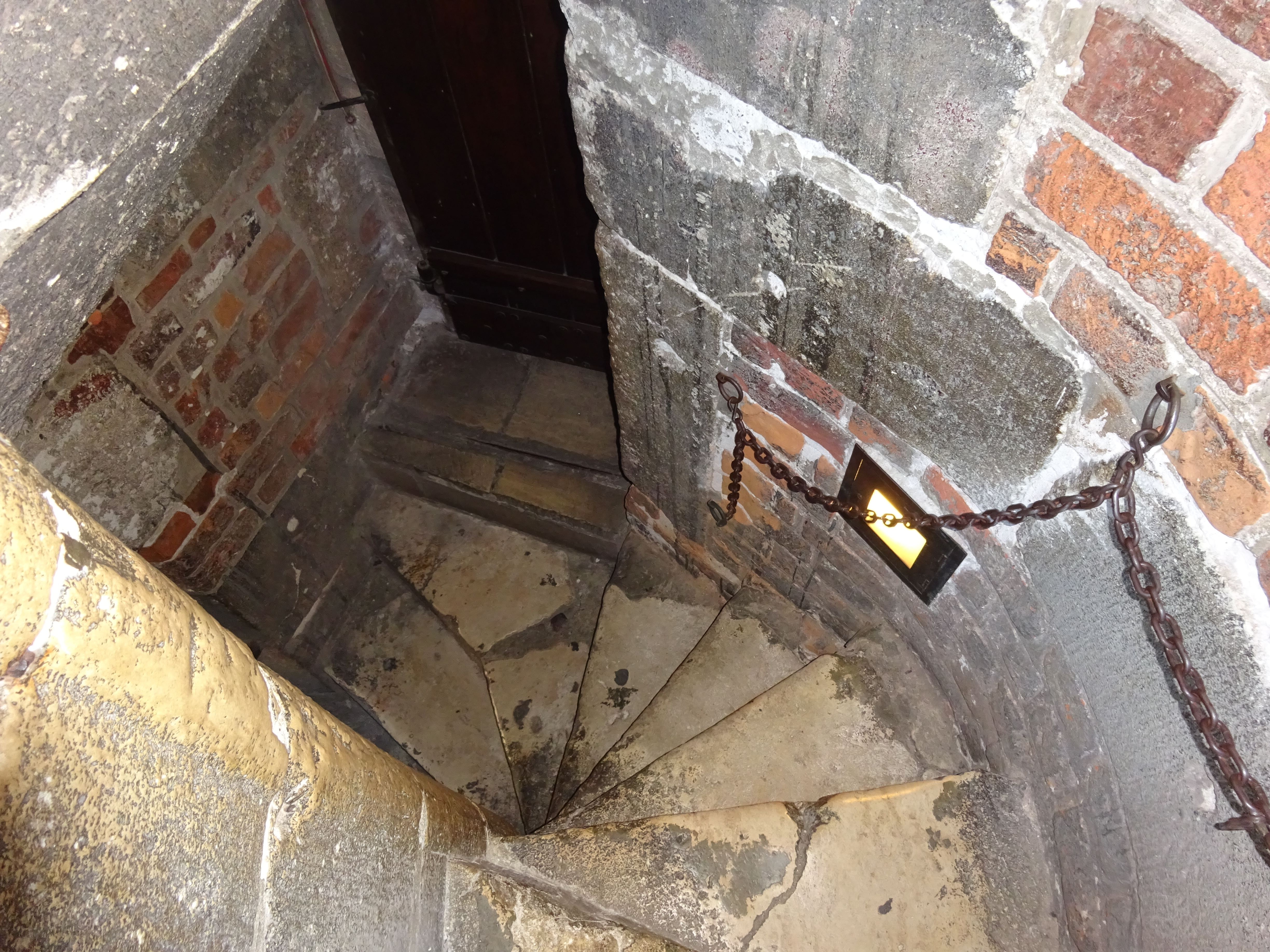
Klatka schodowa

### Widoki z wieży

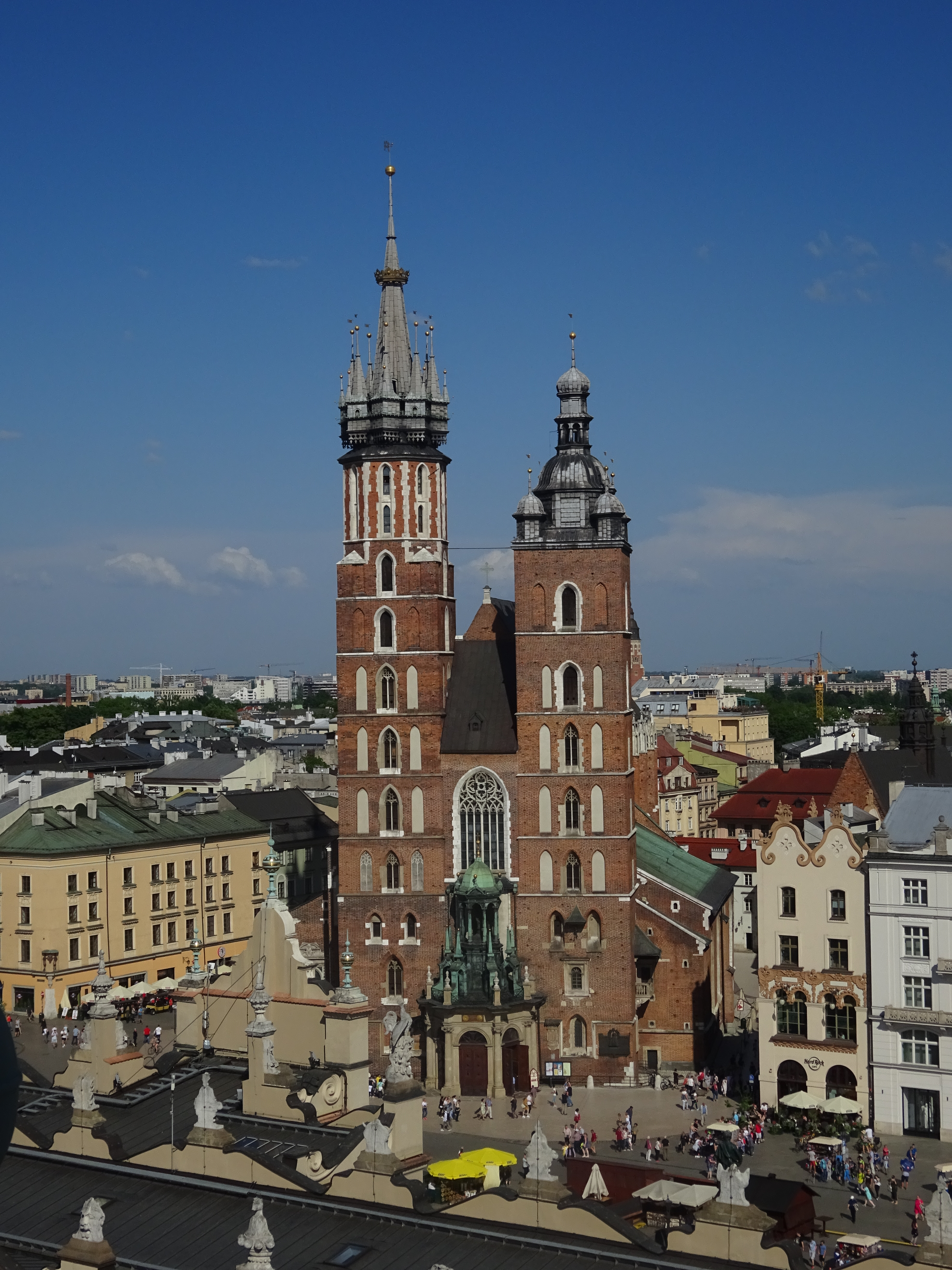
Widok na Kościół Mariacki
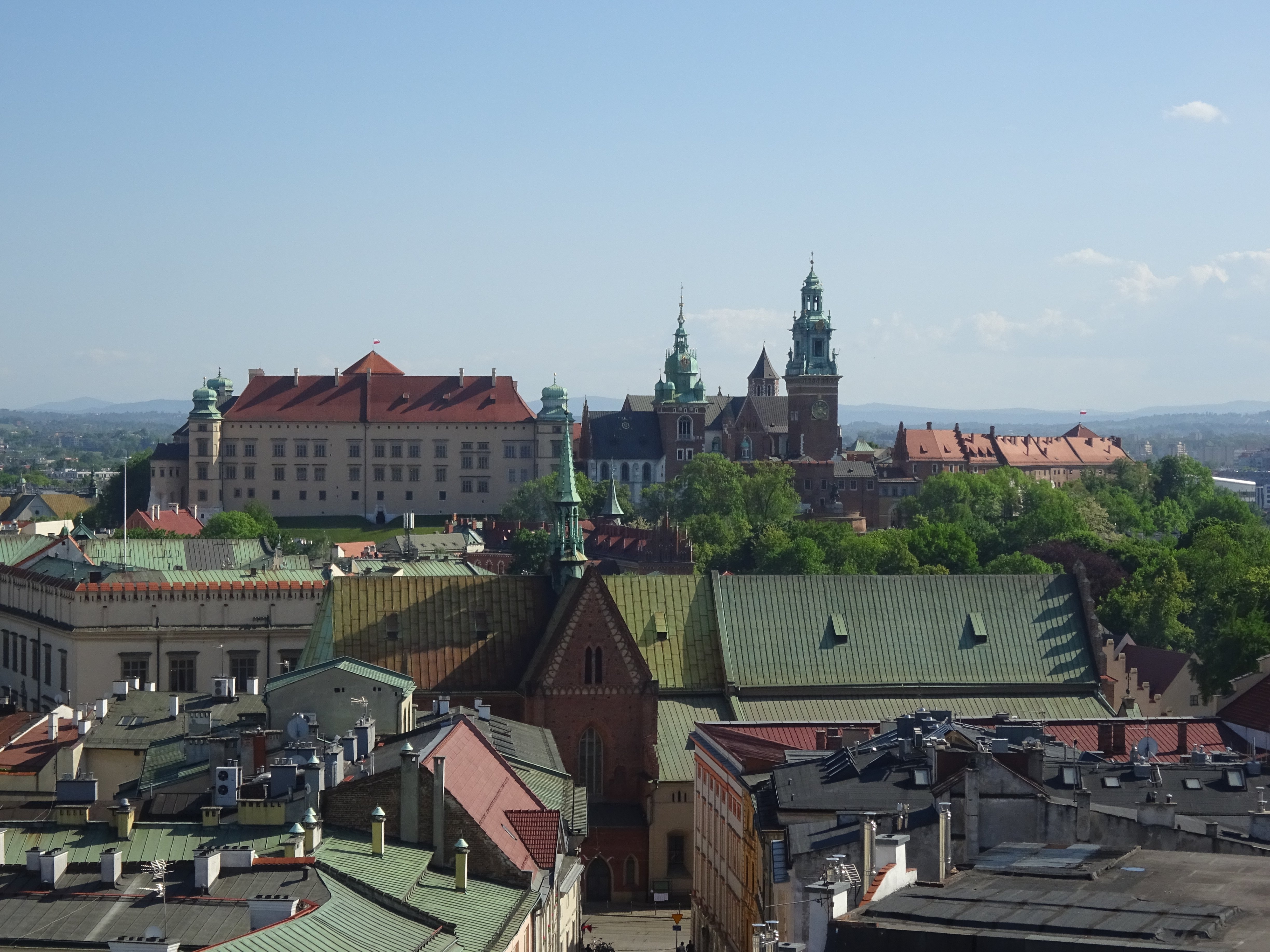
Widok na Wawel
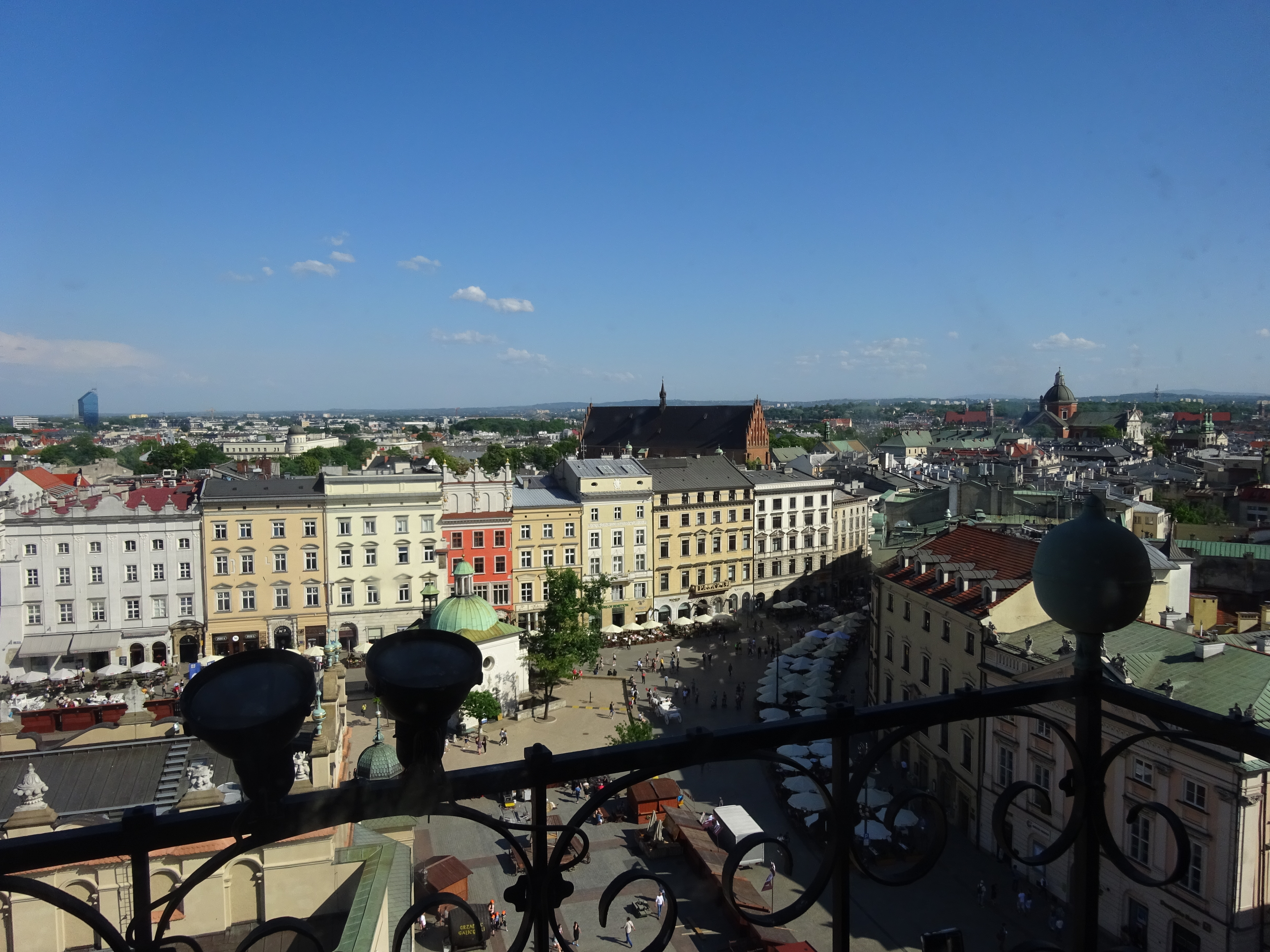
Widok w kierunku ulicy Grodzkiej
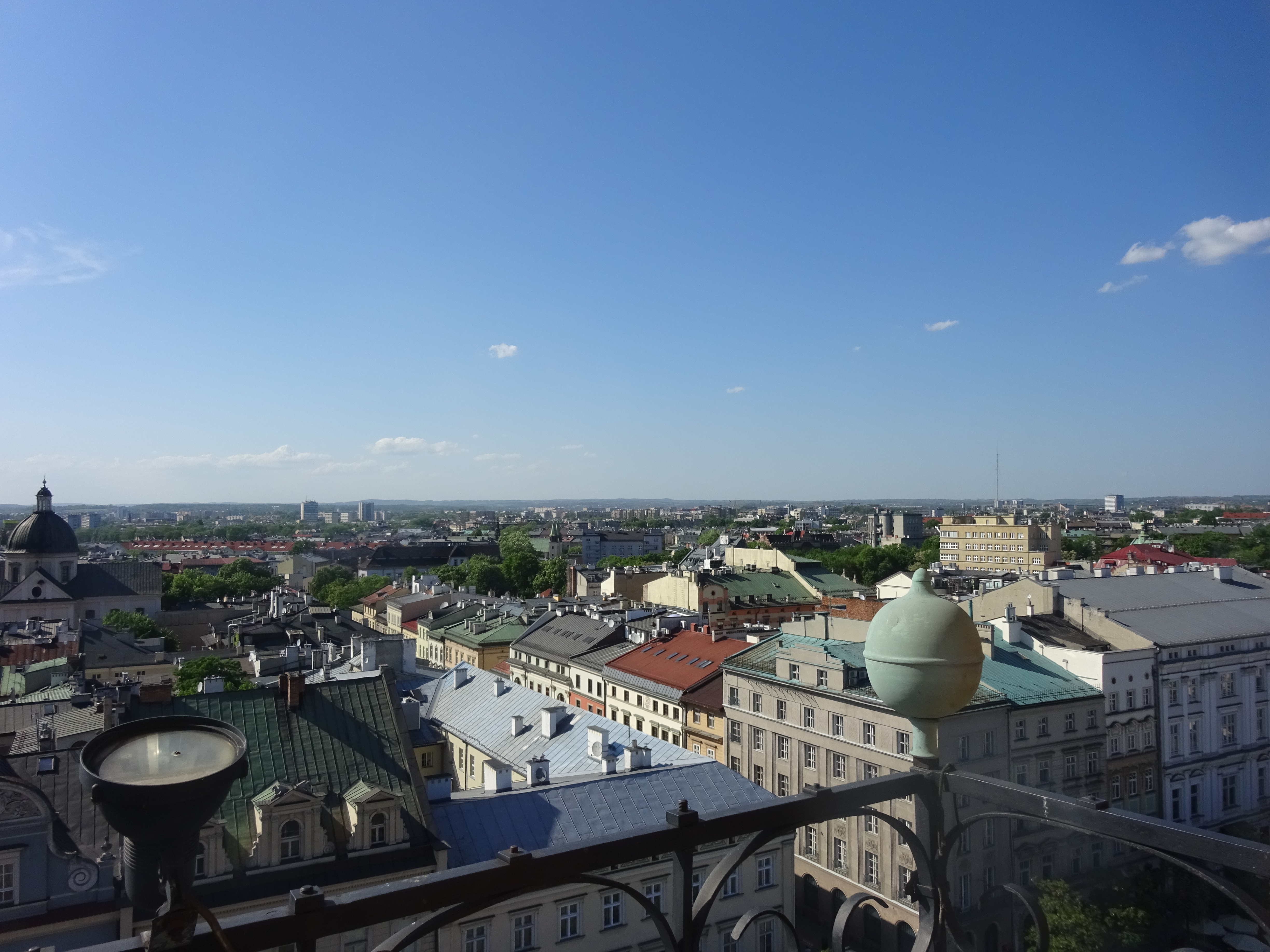
Widok w kierunku Krowodrzy, północno-zachodnim
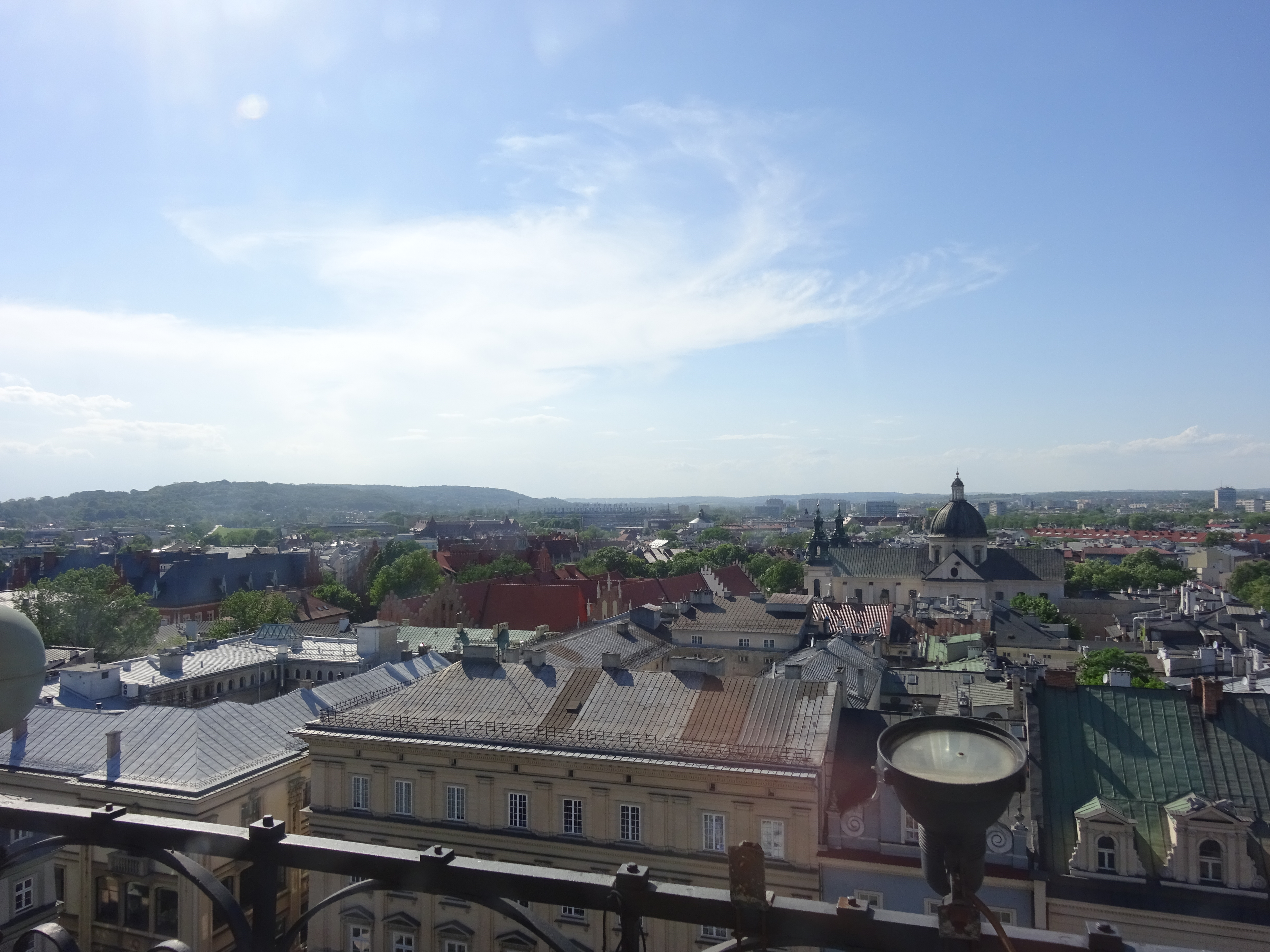
Widok w kierunku zachodnim (Uniwersytet Jagielloński, Błonia, Las Wolski)